# Санкт-Петербургская биржа (1703—1930)
Санкт-Петербургская биржа (в 1914—1924 годах — Петроградская биржа, в 1924—1930 годах Ленинградская) — старейшая и крупнейшая биржа в Российской империи, располагалась в Санкт-Петербурге.

## История Санкт-Петербургской биржи до 1917 года

Иллюстрация из книги А. Г. Тимофеева «История Санкт-Петербургской Биржи», изданной в 1908 году

Ещё в эпоху Великого Новгорода на Руси проходили купеческие собрания, носившие отчасти биржевой характер. После разгрома новгородской республики Иваном Грозным, при новых царях — Романовых — в XVII веке такие собрания проходили уже в Москве, Нижнем Новгороде и других городах. Повсеместный характер имела ярмарочная торговля, однако ни в XVII, ни в XVIII веках она так и не переросла в биржевую.
Первая биржа в России возникла не как результат самоорганизации купечества, а по повелению Петра I в 1703 году в Санкт-Петербурге. Решающую роль в этом решении Петра Великого сыграло его посещение товарной биржи в Амстердаме. В 1705 году по высочайшему приказу для первой российской биржи было построено особое здание на Троицкой площади и указаны часы для проведения в нём собраний купечества — время проведения торговой сессии. Такие же биржи Пётр I предполагал организовать и в других городах.

Вид новой биржи в Петербурге. Гравюра (1806 год)

Иллюстрация из книги А. Г. Тимофеева «История Санкт-Петербургской Биржи», изданной в 1908 году

16 января 1721 года был издан «Регламент, или Устав Главного магистрата», в 18-й главе которого «О биржах или схожих местах» говорилось: 
Такожде надлежит в больших приморских и прочих купеческих знатных городах со временем же в удобных местах недалеко от ратуши. По примеру иностранных купеческих городов построить биржи, в которых бы сходились торговые граждане для своих торгов и постановления векселей. Также и для ведомостей о приходе и отпуске кораблей и коммерции: понеже в таком месте каждый купец и продавец в один час по вся дни тех может найти, с которыми ему нужда есть видетися.
Первая Санкт-Петербургская биржа оказалась в России не слишком удачным коммерческим институтом для русской торговли начала XVIII века. Более века петербургская биржа влачила жалкое существование, пока не была реорганизована блестящим российским министром финансов — графом Канкрином, при Николае I. Именно по указанию министра финансов был написан и утвержден первый в России Устав Санкт-Петербургской биржи и создан Биржевой совет.
Включение частного капитала в состав пайщиков резко оживило и ускорило процесс становления российских биржевых структур. В течение почти целого столетия биржа в Санкт-Петербурге оставалась единственной официально признанной в России. Только в 1796 году возникает вторая российская биржа — в Одессе. Удивительно, что торговая революция в первом российском «порто-франко» была произведена потомками знатнейших монархических фамилий — основателями города, герцогом (дюком) Ришельё и де Рибасом. А в 1816 году появилась третья российская биржа: — в Варшаве. И только четвёртой биржей стала Московская — она появилась в 1837 году.
В дальнейшем — в XIX и начале XX в.в. в России наблюдалось бурное развитие биржевой торговли. И хотя в общей сложности функционировало более 100 бирж, Санкт-Петербургская биржа продолжала занимать лидирующие позиции. В котировках Санкт-Петербургской биржи преобладали акции крупнейших коммерческих банков и промышленных предприятий.
Однако после революции 1917 года все биржи в России были закрыты как чуждые элементы государства рабочих и крестьян. Единственно, кратковременный всплеск биржевой активности наблюдался в период НЭПа в 1921—1929 г. г. Однако вместе со «смертью» новой экономической политики умерла и биржевая торговля. Последняя биржа в СССР была закрыта в конце 20-х годов.

## Биржи в Санкт-Петербурге в постсоветское время

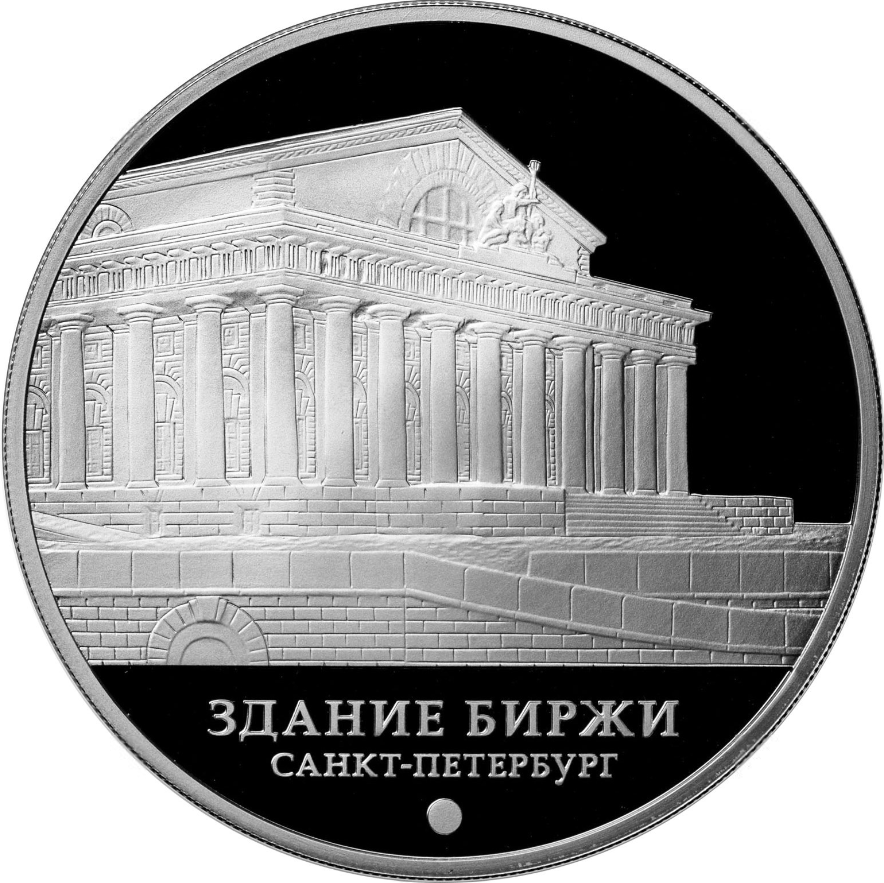
Памятная монета Банка России

В конце 1980-х — начале 1990-х годов в результате либерализации экономики, в СССР, а затем и России, начали вновь появляться биржи. В январе 1991 года решением Президиума Ленинградского городского Совета народных депутатов от 24 августа 1990 года № 93 была создана Ленинградская товарно-фондовая биржа; после переименования Ленинграда в Санкт-Петербург, была переименована и биржа, которая также получила название «Санкт-Петербург». 21 мая 1992 года и Комитетом по внешним связям мэрии Санкт-Петербурга и рядом банков Санкт-Петербурга была учреждена Санкт-Петербургская валютная биржа. В апреле 1997 года, согласно требованиям федерального закона «О рынке ценных бумаг» на базе фондового отдела биржи «Санкт-Петербург» было создано некоммерческое партнёрство «Фондовая биржа „Санкт-Петербург“», которое получила лицензию № 1 на деятельность в качестве фондовой биржи; в 2009 году «Фондовая биржа „Санкт-Петербург“» была переименована в «Санкт-Петербургскую биржу». 7 мая 2008 года была зарегистрирована Санкт-Петербургская международная товарно-сырьевая биржа.